# برغ (النرويج)
برغ (بالنرويجية: Berg)‏ هي بلدية في مقاطعة ترومس، النرويج. المركز الإداري للبلدية هي قرية سكالاند. من بين القرى الأخرى في البلدية فينساتر، وميفيوردفار، وسينياهوبن.

## المناخ
يظهر الجدول التالي التغييرات المناخية على مدار السنة لبرغ:
| البيانات المناخية لـبرغ                    | البيانات المناخية لـبرغ | البيانات المناخية لـبرغ | البيانات المناخية لـبرغ | البيانات المناخية لـبرغ | البيانات المناخية لـبرغ | البيانات المناخية لـبرغ | البيانات المناخية لـبرغ | البيانات المناخية لـبرغ | البيانات المناخية لـبرغ | البيانات المناخية لـبرغ | البيانات المناخية لـبرغ | البيانات المناخية لـبرغ | البيانات المناخية لـبرغ |
| الشهر                                      | يناير                   | فبراير                  | مارس                    | أبريل                   | مايو                    | يونيو                   | يوليو                   | أغسطس                   | سبتمبر                  | أكتوبر                  | نوفمبر                  | ديسمبر                  | المعدل السنوي           |
| ------------------------------------------ | ----------------------- | ----------------------- | ----------------------- | ----------------------- | ----------------------- | ----------------------- | ----------------------- | ----------------------- | ----------------------- | ----------------------- | ----------------------- | ----------------------- | ----------------------- |
| المتوسط اليومي °م (°ف)                     | −2.5 (27.5)             | −2.5 (27.5)             | −1.4 (29.5)             | 1.2 (34.2)              | 5.3 (41.5)              | 8.8 (47.8)              | 11.3 (52.3)             | 11.1 (52.0)             | 7.8 (46.0)              | 4.1 (39.4)              | 0.6 (33.1)              | −1.6 (29.1)             | 3.5 (38.3)              |
| الهطول مم (إنش)                            | 109 (4.3)               | 94 (3.7)                | 88 (3.5)                | 77 (3.0)                | 55 (2.2)                | 67 (2.6)                | 77 (3.0)                | 91 (3.6)                | 115 (4.5)               | 152 (6.0)               | 129 (5.1)               | 131 (5.2)               | 1٬185 (46.7)            |
| المصدر: Norwegian Meteorological Institute |                         |                         |                         |                         |                         |                         |                         |                         |                         |                         |                         |                         |                         |